# Río Restonica
El río Restonica o Ristonica es un corto río de Córcega (Francia), el principal afluente del río Tavignano. Nace a 1.711 m s. n. m. en el Lac de Melo, en el macizo del monte Rotondo, en el departamento de Alta Córcega. Desemboca en el Tavignano en Corte, a unos 400 m s. n. m.
Su curso, de unos 14 km de longitud, se desarrolla por terrenos montañosos, por lo que presenta largos tramos de gargantas (las Gorges de la Restonica), así como cascadas. En su curso atraviesa el bosque de nombre homónimo.

## Enlaces externos

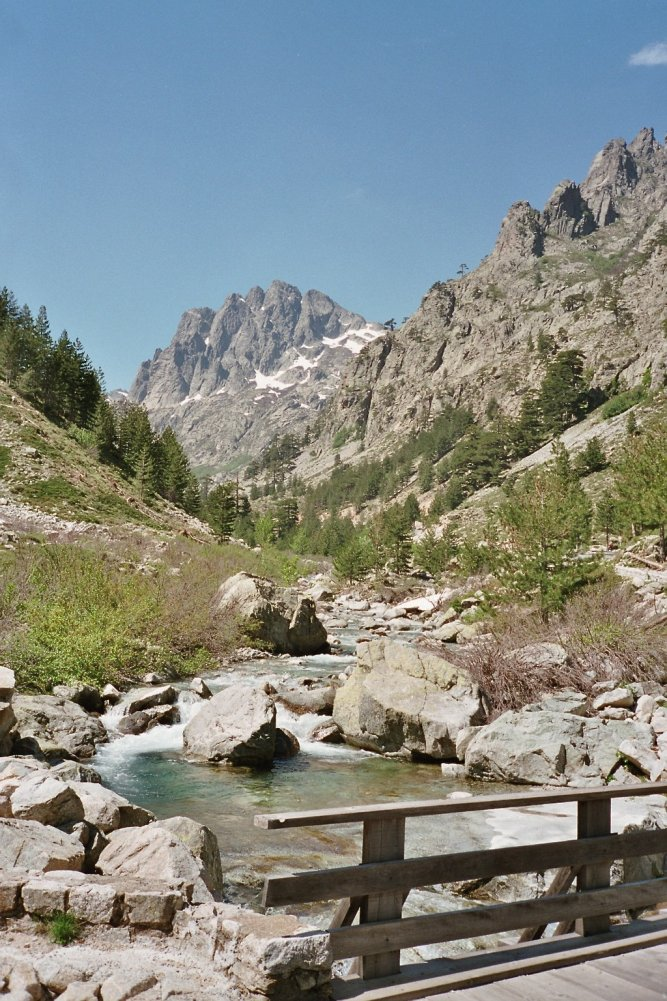
Gargantas del Restonica.